# Boomholte

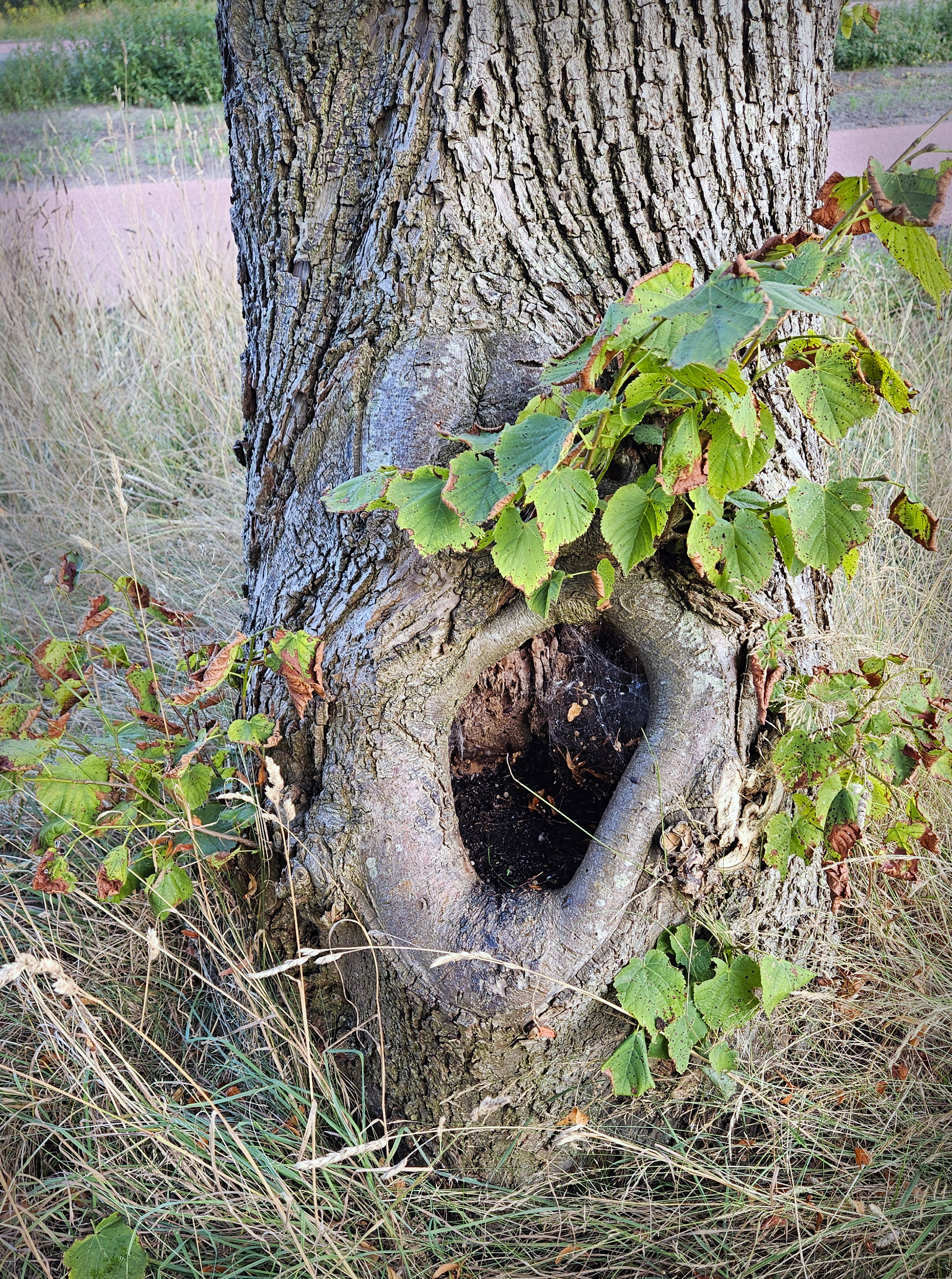
Boomholte in een beuk

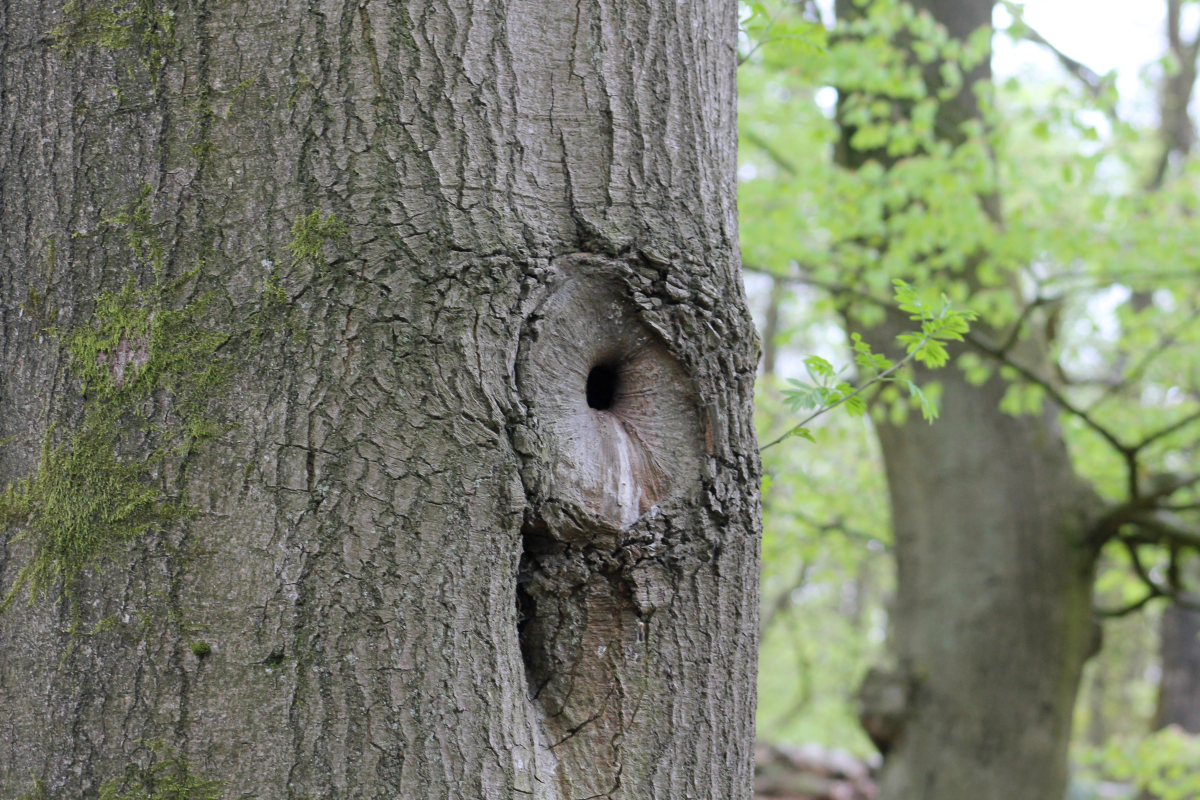
Een boomholte in een eik

Een boomholte of dendrotelme (δένδρον / dendron: boom en τέλμα / telma: moeras, poel) is een holte in de stam of een tak van een boom die ontstaan is door vergroeiing of doordat gaten in de bast het onderliggende hout blootleggen. Boomholtes zijn belangrijk voor veel diersoorten die deze gebruiken als slaap- schuil of nestplaats.

## Vorming

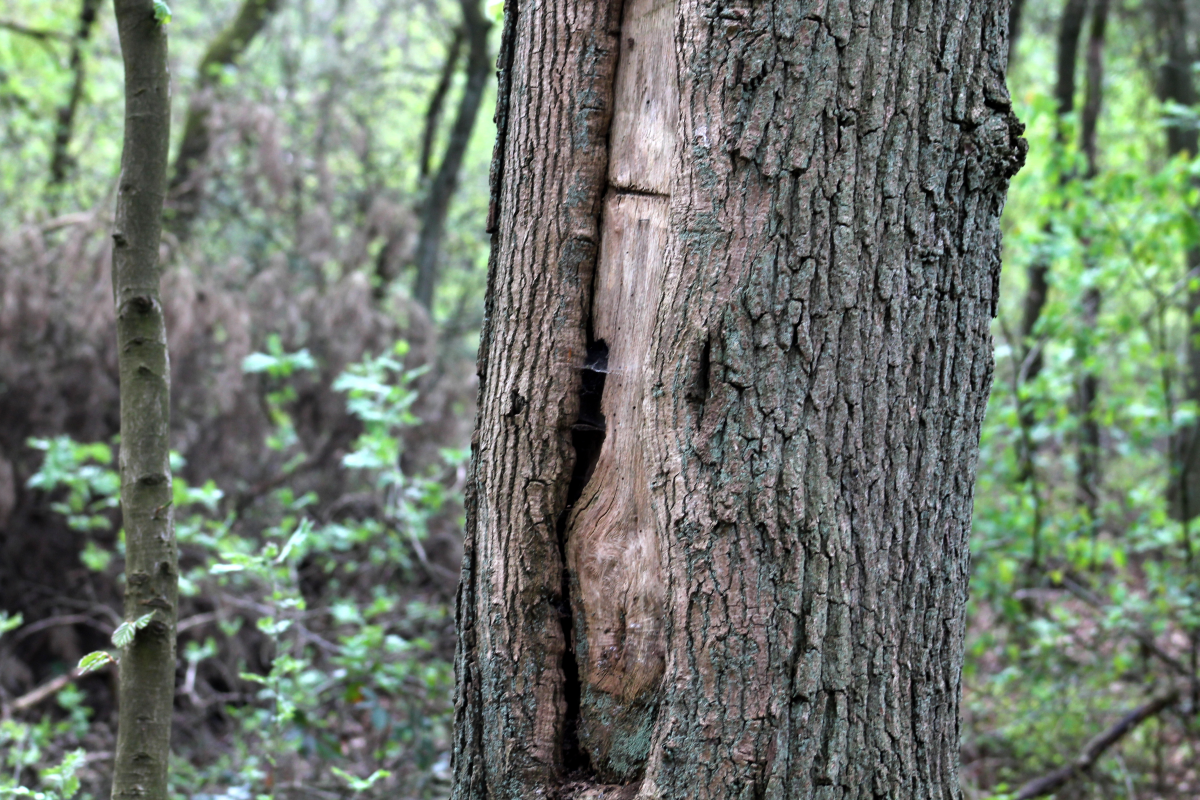
Een boomholte ontstaat vaak in blootliggend hout

Boomholten komen zowel in levende als in dode bomen voor. Sommige boomholten zijn uitgehakt door vogels, primaten of andere dieren die op zoek zijn naar voedsel of een onderkomen willen maken. Andere boomholten zijn vanzelf zo gegroeid of zijn begonnen als een gat in de bast. Dergelijke gaten ontstaan onder andere door het afbreken van takken, blikseminslagen en aantasting door schimmels, bacteriën of insecten. Doordat een gedeelte van de bast is verwijderd, heeft het onderliggende hout geen bescherming meer tegen de weersinvloeden en verdere aantasting door allerlei organismen.
Wanneer de boom nog groeit zal het gat nog verder vervormen en uitgroeien. De boomholten in eucalyptusbomen bijvoorbeeld, die vaak vanzelf in de bast groeien, kunnen na meer dan honderd jaar uitgroeien tot geschikte onderkomens voor kleine zoogdieren.

## Functie

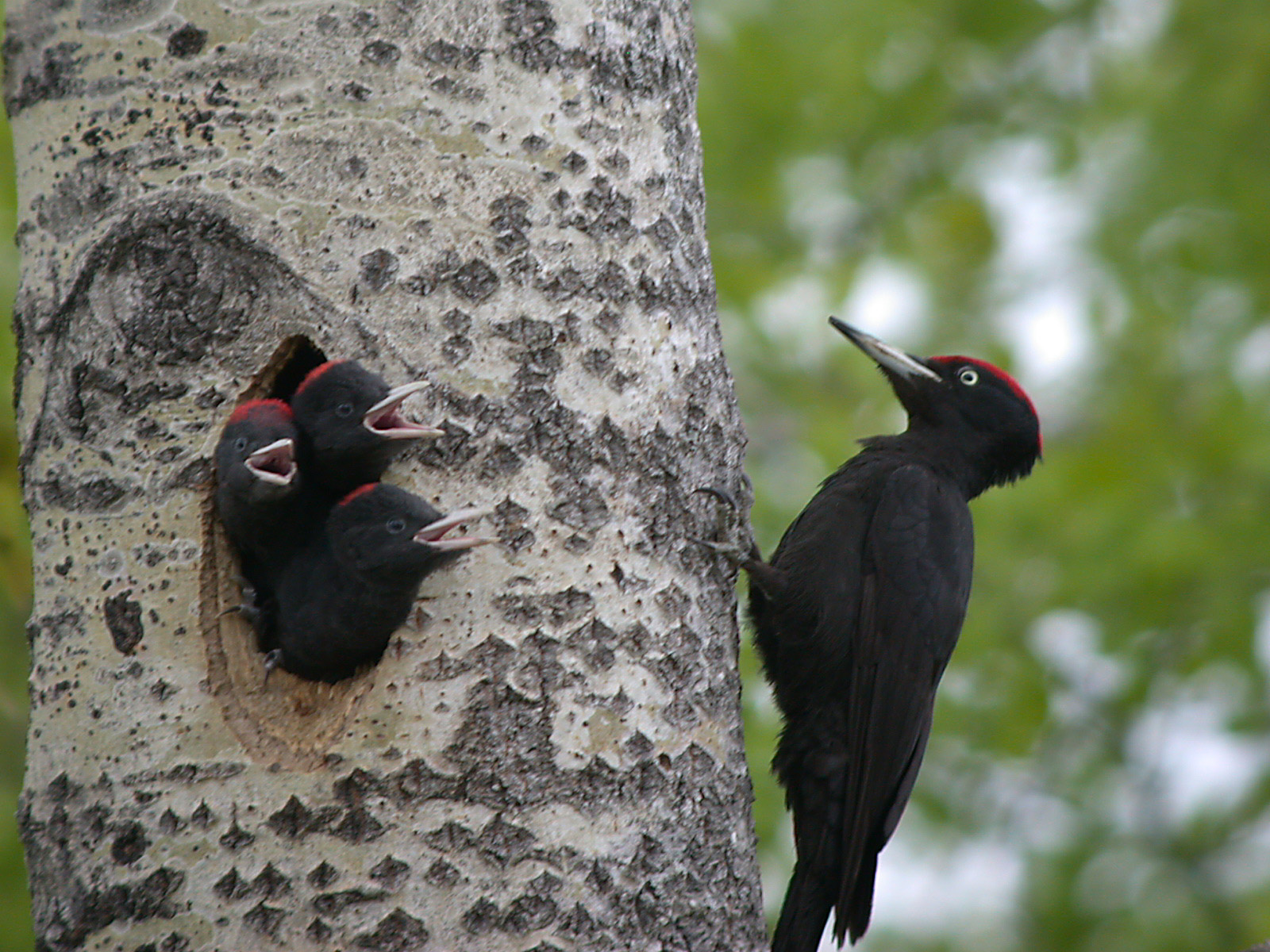
De zwarte specht maakt elk jaar een nieuwe boomholte

Boomholten worden door een grote verscheidenheid aan diersoorten gebruikt als nest-, berg-, slaap- of schuilplaats. Ook worden boomholten gebruikt als beschutting tegen de zon of weersinvloeden. Dieren kiezen een boomholte op een aantal factoren, zoals de grootte en vorm van de ingang, de diepte van de holte en de hoeveelheid isolatie die het biedt. Ideale boomholten kunnen leiden tot concurrentie tussen de bewoners en andere dieren.
Uilen, neushoornvogels, papegaaien, spechten en veel andere vogels kiezen een boomholte als onderkomen of als nest voor hun nakomelingen. De zwarte specht bijvoorbeeld hakt elk jaar een nieuwe boomholte om er zijn jongen in groot te brengen. De gebruikte boomholte van het vorige jaar wordt dan gebruikt door andere vogelsoorten of door kleine zoogdieren, zoals marters of eekhoorns. Andere dieren die boomholtes gebruiken zijn bijvoorbeeld vleermuizen, buideldieren en halfapen, alsook allerlei amfibieën, reptielen en geleedpotigen.

### Phytotelma

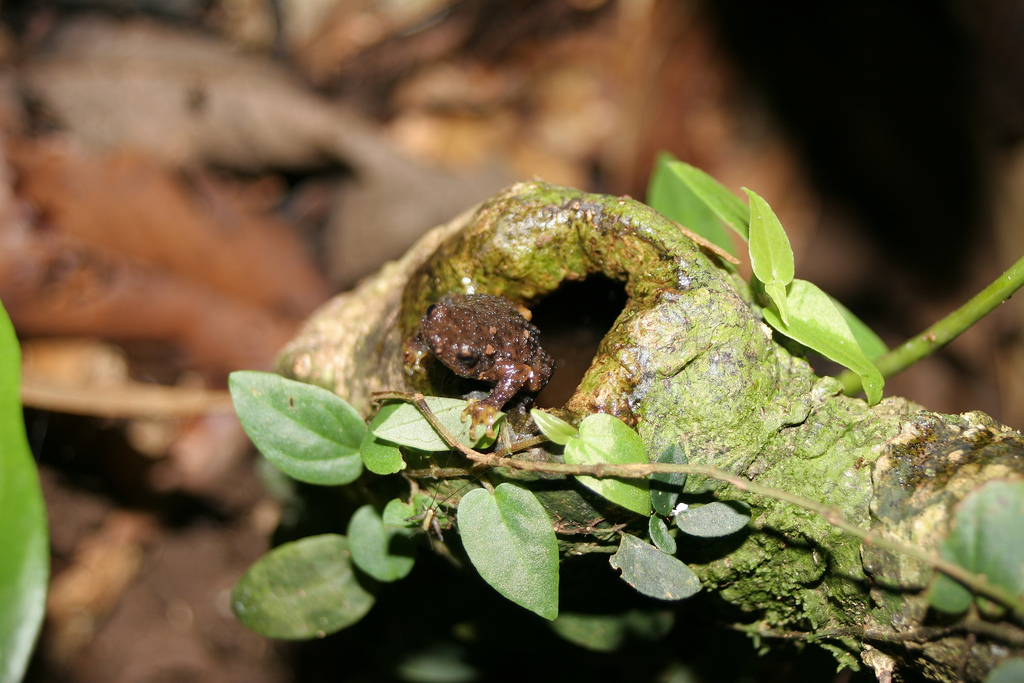
Kikkersoorten als Metaphrynella sundana gebruiken met water gevulde boomholten als onderkomens voor hun kikkervisjes

Wanneer een boomholte zich vult met (regen)water, fungeert het als een phytotelma, een waterreservoir in een landplant. Dergelijke phytotelmata spelen een rol in de ecologie van diverse planten- en diersoorten. Verschillende amfibieën leggen hun eieren in een onder water gelopen boomholte, waar zij betrekkelijk veilig zijn voor predatie. Ook steekmuggen, dansmuggen, knutten en andere muggensoorten gebruiken phytotelmata voor hun eerste levensstadia.

## Bedreigingen en alternatieven
Boomholten spelen voor een groot aantal diersoorten een belangrijke ecologische rol. Hiertoe behoren ook veel diersoorten die op de Rode Lijst van de IUCN voorkomen. In Zweden bijvoorbeeld is bijna de helft van de bedreigde diersoorten afhankelijk van boomholten. Ontbossing vormt daar een grote bedreiging.
Verschillende diersoorten maken gebruik van alternatieven voor hun verdwenen boomholten, zoals ventilatiegaten of de ruimte onder dakpannen. Ook maken diverse tuinvogels gebruik van nestkasten, kunstmatige nestplaatsen met een op hun afgestemde grootte van het vlieggat.